# Newtonovy pohybové zákony

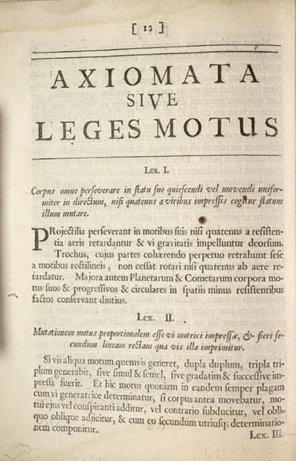
Newtonův první a druhý zákon v latině v původním vydání Philosophiae Naturalis Principia Mathematica (1687)

Newtonovy pohybové zákony jsou fyzikální zákony formulované Isaacem Newtonem. Popisují vztah mezi pohybem tělesa (hmoty) a silami, které na toto těleso působí.
Newton formuloval tři pohybové zákony, které tvoří základ klasické mechaniky a zejména dynamiky, která zkoumá příčiny pohybu. Tyto zákony umožňují určit, jaký bude pohyb tělesa v inerciální vztažné soustavě, jsou-li známy síly působící na těleso.

## První Newtonův zákon
Nazývá se také Zákon setrvačnosti.
Corpus omne perseverare in statu suo quiescendi vel movendi uniformiter in directum, nisi quatenus illud a viribus impressis cogitur statum suum mutare.
Jestliže na těleso (hmotu) nepůsobí žádné vnější síly, nebo výslednice sil je 0, pak těleso setrvává v klidu nebo v rovnoměrném přímočarém pohybu.
Ekvivalentní (srozumitelná a doslovná) formulace zní: Těleso zůstává v klidu nebo rovnoměrném přímočarém pohybu, není-li nuceno vnějšími silami tento stav změnit.
Tato kanonická formulace (vycházející z anglického překladu matematika Andrewa Motteho z roku 1729 a odpovídající naprosté většině verzí zákona uváděných poté) však přehlíží slovo quatenus, což mění původní zamýšlený význam. Zachování quatenus by mělo za důsledek změnu "není-li" na "do té míry, co není" (v anglickém překladu se jedná o nahrazení "unless" slovy "except insofar"). První zákon by pak podle Newtona měl znít v parafrázi takto: „Kdykoli se změní rychlost nebo směr pohybu tělesa, je tato změna vždy způsobena silou.“ Překlad, který dal vzniknout nesrovnalosti, byl publikován až dva roky po Newtonově smrti a nebyl jím autorizován.
První Newtonův zákon říká, že existuje pohyb, kdy se tělesa pohybují i bez působení sil. Je to závěr z experimentálního pozorování, kdy je těleso urychleno po jistý časový úsek působící silou (získá tak hybnost způsobenou oním silovým impulzem), a když dosáhne jisté rychlosti, silové působení se ukončí, a nastane okamžik začátku pozorování, kdy se těleso již déle pohybuje bez působení síly. Je to abstrakce obtížně dosažitelná v reálném světě, ale dokazuje, že existuje vlastnost hmoty, které se říká setrvačnost, kdy síla není, ale pohyb probíhá. Ovšem tento pohyb, probíhající pouze působením setrvačnosti, je specifický tím, že je rovnoměrný a přímočarý (nemění se velikost rychlosti ani směr, tedy všechny složky zrychlení jsou nulové). Těleso si tedy zachovává svůj pohybový stav z okamžiku, kdy na něj přestala působit poslední síla.
Tato vlastnost hmoty setrvávat v okamžitém pohybovém stavu se nazývá setrvačností tělesa (nositele hmoty). Setrvačností se hmota brání proti změně svého pohybového stavu, tzn. proti zrychlení.
Zákon platí i v obrácené verzi: Jestliže je těleso v klidu nebo se pohybuje rovnoměrně přímočaře, pak na něj nepůsobí žádná síla nebo je výslednice působících sil nulová. To je užitečné při určování sil, které působí na těleso.
První pohybový zákon tedy říká, že bez vnějšího působení si těleso zachovává svou hybnost.
Tento Newtonův zákon platí pouze v inerciálních soustavách.
Důležité také je, že zákon mluví pouze o vnějších silách. Síly působící mezi částmi tělesa (vnitřní síly) nemají žádný vliv na celkový pohyb tělesa, přesněji řečeno na pohyb jeho těžiště. Například pokud se prostorem volně (bez vnějších sil) pohybuje bomba, která se v určitém okamžiku rozletí na kusy, pak společné těžiště všech těchto kusů bude nadále vykonávat rovnoměrný přímočarý pohyb. Je to také důsledek zákona zachování hybnosti.
Tento zákon lze experimentálně testovat jen při vyloučení nebo kompenzaci všech vnějších sil, což je v plné míře nemožné, částečně to však vyřešit lze. Odporové síly, které působí v látkovém prostředí i ve vzduchu, lze odstranit umístěním tělesa do vakua. Gravitační sílu lze kompenzovat odstředivou silou, například v kosmické lodi na oběžné dráze kolem Země.
Běžným a rozšířeným omylem je, že pohyb těles způsobuje síla. Dle prvního Newtonova zákona je ale pohyb těles způsoben setrvačností. 

## Druhý Newtonův zákon
Nazývá se také Zákon síly.
Mutationem motus proportionalem esse vi motrici impressae et fieri secundam lineam rectam qua vis illa imprimitur.
Jestliže na těleso (hmotu) působí síla, pak se těleso pohybuje zrychlením, které je přímo úměrné působící síle a nepřímo úměrné hmotnosti tělesa.
Obecněji bývá zákon síly vyjadřován tak, že síla {\displaystyle \mathbf {F} } je rovna časové změně hybnosti {\displaystyle \mathbf {p} }, což lze matematicky vyjádřit jako
{\displaystyle \mathbf {F} ={\frac {\mathrm {d} \mathbf {p} }{\mathrm {d} t}}={\frac {\mathrm {d} (m\mathbf {v} )}{\mathrm {d} t}}}
Původní atomistické představy předpokládaly, že nejmenší částice hmoty, z nichž se skládají tělesa, jsou dále nedělitelné a jejich vlastnosti se nemění. Nemění se tedy také hmotnost těchto částic. Jestliže se tedy počet takových částic, z nichž je těleso složeno, nemění během pohybu, pak se nemění také celková hmotnost pohybujícího se tělesa. Tento předpoklad lze při makroskopických pohybech obvykle považovat za platný, což nám umožňuje přejít k původní formulaci zákona síly, kterou lze v takovém případě vyjádřit (v klasické mechanice) často používaným vztahem
{\displaystyle \mathbf {F} =m\mathbf {a} \,,}
kde F je vektor síly, m je hmotnost tělesa, a je vektor zrychlení. Vektory síly a zrychlení mají podle této rovnice stejný směr.
Zrychlení tělesa znamená, že se mění rychlost jeho pohybu. Druhý Newtonův pohybový zákon tedy říká, že síla je příčinou změny pohybového stavu, tj. působící síla je příčinou změny rychlost pohybu tělesa. Rychlost je vektorová veličina, takže pro její změnu je možná změna velikosti, směru, případně obojího. Tělesa se, pod vlivem působící síly, nebudou pohybovat rovnoměrně přímočaře, ale pohyb bude zrychlený, zpomalený, bude měnit směr, případně kombinace těchto možností.
Změna pohybu (rychlosti) závisí na směru působící síly. Je-li vektor síly ve směru pohybu, způsobuje zrychlení tělesa, směřuje-li síla proti směru směru pohybu, způsobuje zpomalení tělesa. Síla kolmá na směr pohybu vyvolává normálové (stranové) zrychlení, a způsobí tak změnu směru pohybu tělesa, zakřivuje trajektorii tělesa.
Pokud si uvědomíme, že zrychlení je derivace rychlosti neboli druhá derivace polohy, lze zákon síly použít k sestavení pohybové rovnice
{\displaystyle \mathbf {F} =m{\frac {\mathrm {d^{2}} \mathbf {r} }{\mathrm {d} t^{2}}}\,,}
která umožňuje řešit konkrétní pohybové děje (určovat polohu a rychlost těles v závislosti na čase), jsou-li známy konkrétní síly působící při dějích a hmotnosti těles. Za sílu se přitom na levou stranu dosadí funkce času, polohy nebo i rychlosti. (Například odpor vzduchu závisí na rychlosti pohybu.) Dostaneme tak diferenciální rovnici druhého řádu, jejímž řešením je vektorová funkce {\displaystyle \mathbf {r} (t)}, která vyjadřuje polohu hmotného bodu v závislosti na čase. Taková rovnice ale předpokládá, že hmotnost tělesa se v čase nemění. To nemusí být vždy splněno, například raketě během letu ubývá palivo anebo se hmotnost mění při relativistických rychlostech. V tom případě je třeba užít obecnější tvar pohybové rovnice {\displaystyle \mathbf {F} =\mathrm {d} \mathbf {p} /\mathrm {d} t,} kde p je hybnost tělesa.
Jestliže je známa velikost výslednice vnějších sil F a velikost zrychlení tělesa a, pak lze ze vztahu
{\displaystyle m=F/a}
vypočítat hmotnost tělesa m. Tato hmotnost se nazývá setrvačná hmotnost, protože to je hmotnost projevující se svou setrvačností - odporem vůči změnám pohybového stavu. Newton věděl, že tato hmotnost je totožná s gravitační hmotností, která se vyskytuje v zákoně všeobecné gravitace, který sám formuloval. Vysvětlit tuto shodu však dokázal až Albert Einstein ve své obecné teorii relativity.
Tento Newtonův zákon platí pouze v inerciálních soustavách.

## Třetí Newtonův zákon

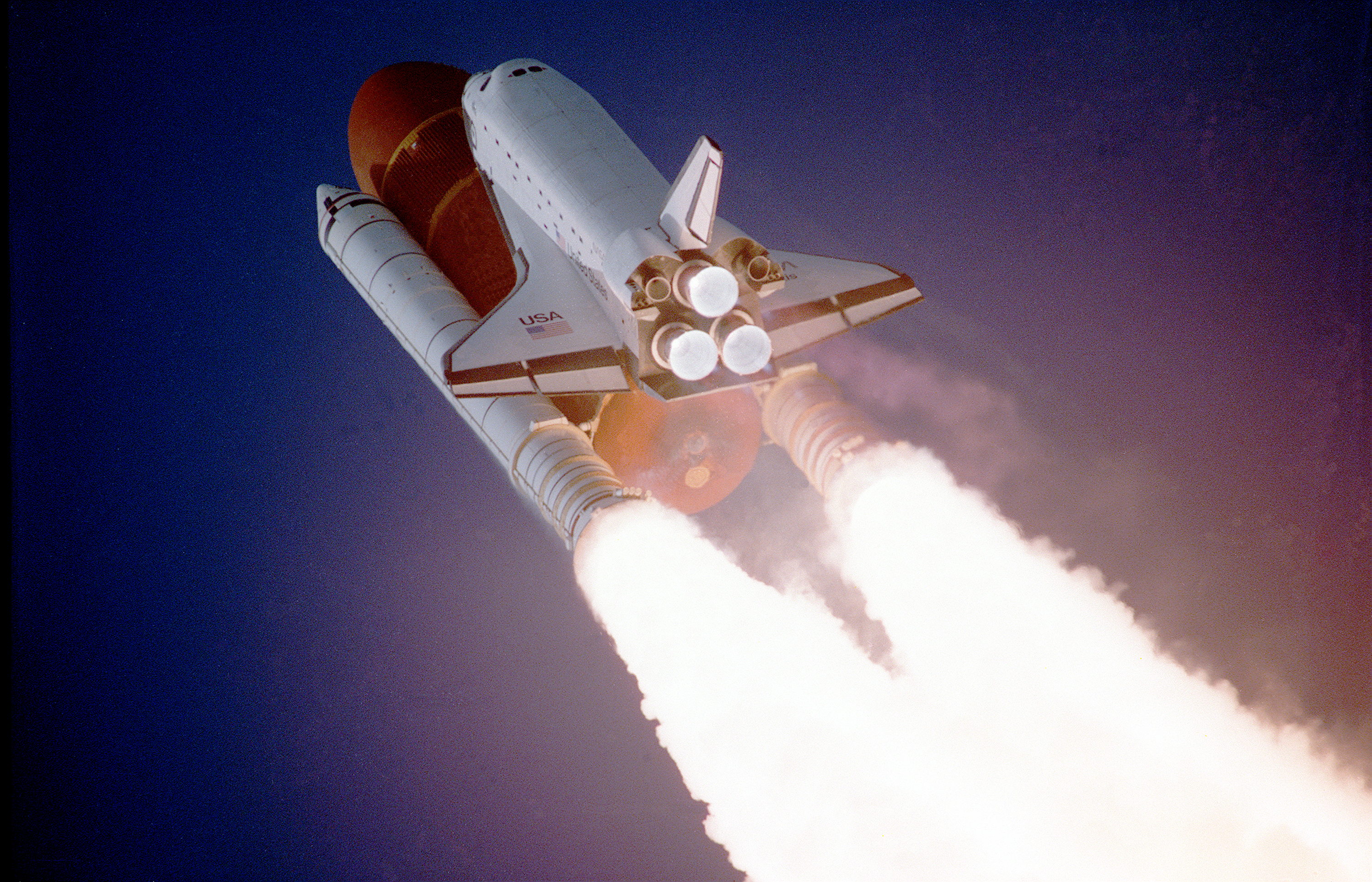
Raketoplán Atlantis pohání reaktivní síla.

Nazývá se také Zákon akce a reakce.
Actioni contrariam semper et aequalem esse reactionem; sive: corporum duorum actiones in se mutuo semper esse aequales et in partes contrarias dirigi.
Proti každé akci vždy působí stejně velká ale opačná reakce ; jinak: vzájemná působení dvou těles jsou vždy stejně velká a míří na opačné strany.
Definice: Každá akce vyvolá stejně velkou opačně orientovanou reakci.
Ekvivalentní formulace: Jestliže těleso 1 působí silou na těleso 2, pak také těleso 2 působí na těleso 1 stejně velkou opačně orientovanou silou. Síly současně vznikají a zanikají. Třetí Newtonův zákon říká, že působení těles je vždy vzájemné. Přitom účinky sil akce a reakce se navzájem neruší. Nelze je sčítat, protože každá z těchto sil působí na jiné těleso. (Nejedná se proto o rovnováhu sil.)
Matematicky lze zákon akce a reakce formulovat vztahem
{\displaystyle \mathbf {F} _{12}=-\mathbf {F} _{21}}
kde {\displaystyle \mathbf {F} _{12}} je síla, kterou působí těleso 1 na těleso 2, a {\displaystyle \mathbf {F} _{21}} je odpovídající síla, kterou působí těleso 2 na těleso 1.
Síly tedy nepůsobí nikdy osamoceně, ale vždy ve dvojici. Pokud nazveme {\displaystyle \mathbf {F} _{12}} akcí, pak {\displaystyle \mathbf {F} _{21}} je reakcí a naopak.
Reaktivní síla způsobuje tzv. zpětný ráz při střelbě. Využívá se v reaktivních motorech.

### Důsledky Třetího Newtonova zákona
- Pokud na sebe tělesa působí pouze silami akce a reakce, jejich úhrnná hybnost je konstantní.
- Izolovaná soustava těles je taková soustava těles, kde na sebe tělesa působí vzájemně mezi sebou a žádné jiné těleso na ně nepůsobí.

## Princip superpozice
Jako čtvrtý Newtonův zákon (Lex quarta) bývá někdy označován princip nezávislého skládání sil, tzv. princip superpozice. Newton ho formuloval ve svém díle jako nezávislý doplněk předchozích tří pohybových zákonů:
Jestliže na těleso působí současně více sil, rovnají se silové účinky působení jediné síly, tzv. výslednice sil, která je rovna vektorovému součtu těchto sil.
Matematicky lze princip superpozice formulovat vztahem pro výslednici {\displaystyle \mathbf {F} } působících sil:
{\displaystyle \mathbf {F} =\mathbf {F} _{1}+\mathbf {F} _{2}+\ldots +\mathbf {F} _{n}=\sum _{i=1}^{n}\mathbf {F} _{i}}.
Stejně jako u předchozích zákonů i zde je nutno chápat těleso jako bodové, aby nebylo nutno uvažovat rotační účinky sil nepůsobících v jedné přímce.
Z principu superpozice plyne, že vzájemné silové působení dvou těles mezi sebou se nezmění, budou-li na ně působit i jiná tělesa (rozumí se pouze tímto působením, nikoli případnou změnou uspořádání způsobenou dodatečnými silami).
Teprve princip superpozice dává přesný smysl pojmu výslednice sil a umožňuje odvodit první a druhou impulsovou větu pro soustavu hmotných bodů.
Druhý Newtonův zákon společně s principem superpozice vyjadřují i tzv. zákon skládání pohybů, podle kterého výsledný pohyb tělesa vykonávaný pod vlivem výslednice sil je součtem pohybů, které by vykonalo působením jednotlivých sil dílčích, bez ohledu na pořadí (tedy vektorově se skládají dílčí změny hybnosti čili, pro tělesa s neproměnnou hmotností, vektorově se skládají i dílčí zrychlení).

## Význam zákonů
Pojmy síla, zrychlení, čas, pohyb (změna souřadnic v čase)...jsou veličiny.
Zavedení veličiny znamená revoluční zvrat v možnostech vědeckého poznání.
Veličina je zavedena tak, že je součástí exaktního světa (tedy tak, že každý v oboru vzdělaný člověk přesně tj. s nulovou vnitřní vágností, zná význam každé z veličin) a zároveň (elementární a měřitelnou) manifestací reálného světa, či sondou do něho. Veličina je tak mostem mezi oběma těmito světy. Takové pojetí podstaty veličiny umožnilo Izáku Newtonovi vybudovat exaktní vědu , tedy zobrazovat znalosti (informaci) o reálném světě jako součást exaktního světa, jinými slovy vědu matematizovat viz vágnost. Tento Newtonův počin znamená historický zlom v možnostech vědeckého poznání a budování vědy, neboť věda dostala i nový, velice efektivní nástroj formálního (matematického) odvozování (inference) tj. odhalení nových znalostí dosud skrytých ve znalostech již známých viz exaktní věda, tam příklad inference.
Jakmile měl Newton k dispozici pojem veličiny, tento elementární nástroj, mohl udělat druhý krok, a to pokusit se zjistit, jaké přírodní zákony mezi veličinami v materiálním světě platí, a ty popsat matematickým jazykem (ten si musel vybudovat). Tak se mu podařilo nastolit historický zvrat v poznání (založil nový typ poznání, poznání s vyloučením lidské vágnosti), své rozpoznané přírodní zákony vyjádřit jako matematické vztahy mezi veličinami, přesněji řečeno, mezi jejich jmény – symboly. Takovému poznání dnes říkáme umělé (na rozdíl od přirozeného lidského s filtrem vágnosti) exaktní Newtonovo.
Nyní konečně k významu takto (newtonovsky) konstruovaných zákonů. Vidění reálného světa současnou vědou (např. ), jako světa interakcí, je obecný model jeho vidění. V Newtonově době je to interakce síly a (setrvačné) hmotnosti, nebo interakce (gravitační) hmotnosti a gravitačního pole. Jeho zákon akce a reakce je zásadním krokem z materiálního světa do světa informace o něm, tedy nástrojem poznání. Tento zákon rozkládá spleť neuchopitelných interakcí na jednostranně působící akce a reakce. Při umělém exaktním poznání máme výhodu, že zřetelně vidíme hranici mezi skrytým materiálním světem interakcí, a jejich modelovým světem rozpletených a tak osamostatněných, jednostranně působících akcí a reakcí. Slouží k tomu vědou rozpoznaný, v různých oborech patřičně formulovaný zákon akce a reakce, někdy poněkud skrytý v použitém matematickém nástroji. V okamžiku osamostatnění (je to přelom z reálného světa do znalostního modelu - získané informace) se otevírá přístup k informaci. V popisu reálného světa exaktní vědou, je získaná informace v podobě veličin (fyzikální, chemické, biologické ...) svázaných matematickými vztahy, popisujícími přírodní zákony. Názorně k tomu slouží často používané orientované grafy, nazývané bloková schémata , či grafy signálových toků.
To je tedy pohled do Newtonovy „kuchyně“, zřejmě plné nečistých sil, vedoucích jeho myšlenky i experimenty a odhalující tak dílo boží hříšnému člověku.